# Старий Шелькув
Старий Шелькув (пол. Stary Szelków) — село в Польщі, у гміні Шелькув Маковського повіту Мазовецького воєводства.
Населення — 258 осіб (2011).
У 1975-1998 роках село належало до Остроленцького воєводства.

## Демографія
Демографічна структура станом на 31 березня 2011 року:
|          | Загалом | Допрацездатний вік | Працездатний вік | Постпрацездатний вік |
| -------- | ------- | ------------------ | ---------------- | -------------------- |
| Чоловіки | 122     | 29                 | 80               | 13                   |
| Жінки    | 136     | 22                 | 70               | 44                   |
| Разом    | 258     | 51                 | 150              | 57                   |